# 梁子媛
梁子媛（1993年2月10日—），廣東清遠阳山县人。廣東廣播電視台珠江頻道主持人及簽約藝員，毕业于广东文艺职业学院。

## 生平
2011年，梁子媛参加了《麦王争霸》的比赛全国十强之一，主唱包括《孤单不要怕》、《追》、《留給這世上我最愛的人》、《约定》、《Kiss Kiss Kiss》、《避不开》、《世上只有你》、《情人》、《祝福》、《傻女》、《偿还》、《Bye Bye》等，但最後未能入選到六強，有報道指「天庥」（李俊毅 飾）上场比赛為吶喊，同時受唱功備受質疑，但並非如此，因此她指出很喜歡唱歌。
2011年12月尾，梁子媛參演《外來媳婦本地郎》飾演「李四嬌」。 
2015年，梁子媛參演《只有情永在》客串演出。
2016年，梁子媛和另一位《麦王争霸》參賽者馮博的戀情仍然保密，其於韓國拍攝節目特輯。
2017年，梁子媛主持广东珠江频道《全城起筷》綜藝節目。